# Biston subflavus
Biston subflavus  är en fjärilsart som beskrevs av Hiroshi Inoue, 1985. Biston subflavus  ingår i släktet Biston och familjen mätare, Geometridae. Inga underarter finns listade i Catalogue of Life.